# 1750-ті

## Події
Семирічна війна (1756-1763). Дипломатична революція (1756)
1 листопада 1755 р.— столиця Португалії Лісабон повністю зруйнована землетрусом. Загинуло близько 32 тис. осіб, понад 100 тис. поранено.

## Народились
1754 — Людовик XVI, король Франції (1774-1792 рр.)
1759 — народився шотландський поет Роберт Бернс